# FN 303
De FN 303 is een minder-dodelijk systeem dat projectielen van 8,5 gram afvuurt die een mengsel van verf en metaal (of veredelde vorm van pepperspray) bevatten. De projectielen worden afgeschoten dankzij een fles met perslucht onder een druk van 200 bar. De houder kan vijftien projectielen bevatten; het trekkergewicht (de trekkerdruk) bedraagt 3,6 kg. De projectielen zijn 18 mm lang en wegen ongeveer 8,5 gram. Het bereik is ongeveer 35 meter voor een accuraat schot met een maximum van 100 meter.
De FN 303 werd geïntroduceerd in 2003. In oktober 2004 kwam een 21-jarige studente in Boston om nadat ze in het oog was geraakt met een projectiel uit een FN 303. In mei 2008 stuurde het Amerikaanse leger een aantal FN 303's om in Irak te gebruiken.